# Nazanin

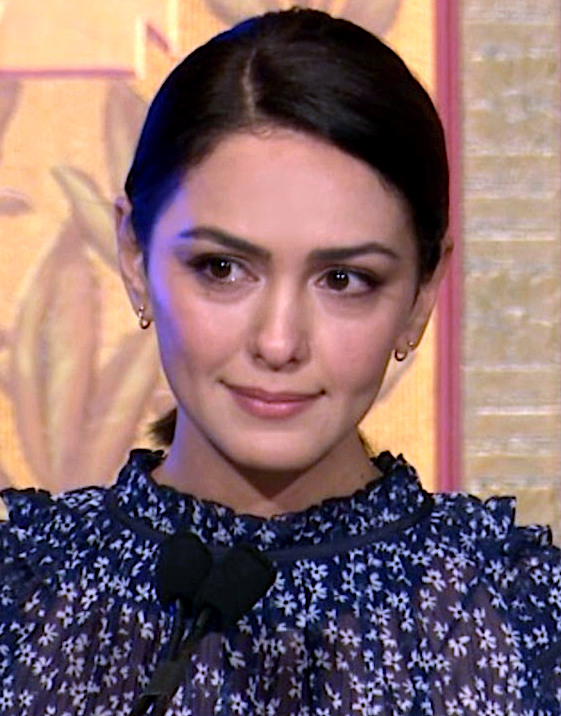
Nazanin Boniadi, 2018.

Nazanin (persiska: نازنین nâzanin) är ett kvinnonamn som används Iran och andra persisktalande områden i världen. Namnet betyder ljuvlig, utsökt och vacker.

## Personer som bär namnet Nazanin alt. Názanin
- Nazanin Afshin-Jam, Miss World Canada 2003, låtskrivare, artist, aktivist för mänskliga rättigheter
- Nazanin Boniadi, skådespelare i Hollywood